# Maccabi Ironi Ašdod
Maccabi Ironi Ašdod (ivr.  מכבי עירוני אשדוד‎) izraelski je nogometni klub iz grada Ašdoda. Osnovan je 1961. Igraju na Ha'Yud-Alef Stadiumu kapaciteta 8000 ljudi.

## Povijest
Klub je svoju povijest započeo 1961. u lučkom gradu Ašdodu. Isprva je bio mali nepoznati klub, koji je igrao u nižim ligama, najviše do najnoviji lige, i to u velikoj sjeni gradskog rivala Hapoel Ašdod. Maccabi Ironi je 1990. počeo igrati u izraelskoj drugoj (Artzit) ligi. Tek nakon sezone 1992./93. klub je stigao do elitne izraelske lige. Godine 1999. klub je prestao postojati, nakon prisilnog ujedinjenja s gradskim suparnikom Hapoel Ašdod nastao je novi klub, Moadon Sport Ašdod.

### Sadašnjost
U travnju 2015. klub je ponovno uspostavljen. U vlasništvu je navijača. U najnižoj ligi u Izraelu.
Na kraju sezone 2015/2016, klub je prešao u četvrtu ligu.
Na kraju sezone 2018/2019, klub je prešao u treću ligu.

## Postignuća
- Izraelski kup: (Polufinale) 1997./98.

## Vanjske poveznice
- Službena stranica (ivr)